# اندرو لینکلن
اندرو جیمز کلاترباک (به انگلیسی: Andrew James Clutterbuck؛ زادهٔ ۱۴ سپتامبر ۱۹۷۳) که بیشتر با نام هنری اندرو لینکلن شناخته می‌شود، یک هنرپیشه انگلیسی است. اولین نقش اصلی او در نقش شخصیت اگ در درام این زندگی (۱۹۹۶–۱۹۹۷) از بی‌بی‌سی بود. لینکلن بعداً نقش سایمون کیسی را در سیت‌کام معلمان (۲۰۰۱–۲۰۰۳) از کانال ۴، نقش مارک را در فیلم کمدی رمانتیک کریسمسی در واقع عشق (۲۰۰۳) و نقش دکتر رابرت بریج را در مجموعه تلویزیونی پس از مرگ (۲۰۰۵–۲۰۰۶) از آی‌تی‌وی به تصویر کشید.
از سال ۲۰۱۰، لینکلن با بازی در نقش ریک گرایمز، شخصیت اصلی مجموعه تلویزیونی ترسناک پسا آخرالزمانی مردگان متحرک از شبکه ای‌ام‌سی به شهرت رسید. لینکلن برای ایفای نقش ریک گرایمز در سال‌های ۲۰۱۵ و ۲۰۱۷ برنده جایزه ساترن بهترین بازیگر مرد تلویزیونی شد. او در سال ۲۰۱۸ از بازیگران سریال مردگان متحرک جدا شد، اما در سال ۲۰۲۲ در قسمت پایانی سریال به این مجموعه برگشت.
لینکلن در سال ۲۰۲۰ در فیلم پنگوئن بلوم نقش کامرون بلوم را بازآفرینی کرد
سپس در مجموعه تلویزیونی مردگان متحرک: آن‌هایی که زنده‌اند در سال ۲۰۲۴ نقش ریک را تکرار کرد و برنده جایزه ساترن بهترین بازیگر مرد در سال ۲۰۲۴ شد 

اندرو قرار است در سال ۲۰۲۵ بازی در نقش جان شخصیت اصلی سریال آب سرد از شبکه آی‌تی‌وی پس از ۱۰ سال به تلویزیون بریتانیا برگردد.

## اوایل زندگی
اندرو در لندن زاده شد. مادرش یک پرستار اهل آفریقای جنوبی است و پدرش یک مهندس عمران انگلستانی است. او در شهر کینگستون آپون هال بزرگ شد و در ده سالگی به شهر باث نقل مکان کردند. پس از ترک کردن مدرسهٔ بیکن کلیف اندرو به مدرسهٔ هنرهای نمایشی رویال پیوست و نام خانوادگی‌اش را از کلاترباک به لینکلن تغییر داد. او برادر کوچک‌تری به نام ریچارد دارد که معاون و معلم مدرسه است. لینکلن نخستین بار در سال ۱۹۹۴ در یک قسمت از طنز تلویزیونی «Drop the Dead Donkey» از کانال ۴ بریتانیا بازی کرد. نخستین نقش اصلی او آشپز ادگارد در سریال درام بسیار موفق «این زندگی» از شبکهٔ بی‌بی‌سی بود. او در سال ۲۰۰۱ بازی در نقش سایمون کسی در سریال معلمان از کانال ۴ بریتانیا را آغاز کرد. او برای درک بهتر نقشش در سریال چند هفته به همراه برادرش به مدرسه می‌رفت تا تدریس او را تماشا کند؛ و در سریال «پس از زندگی» در نقش استاد دانشگاه و روانپزشک به نام رابرات بریج بازی کرد.

## فیلم‌شناسی

### فیلم
| سال  | نام                   | نقش             | توضیحات    |
| ---- | --------------------- | --------------- | ---------- |
| ۱۹۹۵ | کیک‌اوت بوستون         | تِد              |            |
| ۱۹۹۸ | درک جین               | پارتی استونهد ۱ |            |
| ۱۹۹۹ | بهترین دوست یک مرد    | مرد             | فیلم کوتاه |
| ۱۹۹۹ | ترافیک انسانی         | فِلیکس           |            |
| ۲۰۰۰ | گنگستر شماره ۱        | ماکسی کینگ      |            |
| ۲۰۰۰ | فرشتگان توهین‌آمیز     | سَم              |            |
| ۲۰۰۳ | در واقع عشق           | مارک            |            |
| ۲۰۰۴ | عشق پاینده            |                 |            |
| ۲۰۰۶ | این چیزهای احمقانه    | کریستوفر لاول   |            |
| ۲۰۰۶ | سلام خوش تیپ!         | پاول            |            |
| ۲۰۰۶ | صحنه‌های یک ماهیت جنسی | جیمی            |            |
| ۲۰۱۰ | قلب‌شکن                | جاناتان         |            |
| ۲۰۱۰ | ساخت داگنهام          | آقای کلارک      |            |
| ۲۰۲۰ | پنگوئن بلوم           | کامرون بلوم     |            |

### مجموعه‌های تلویزیونی

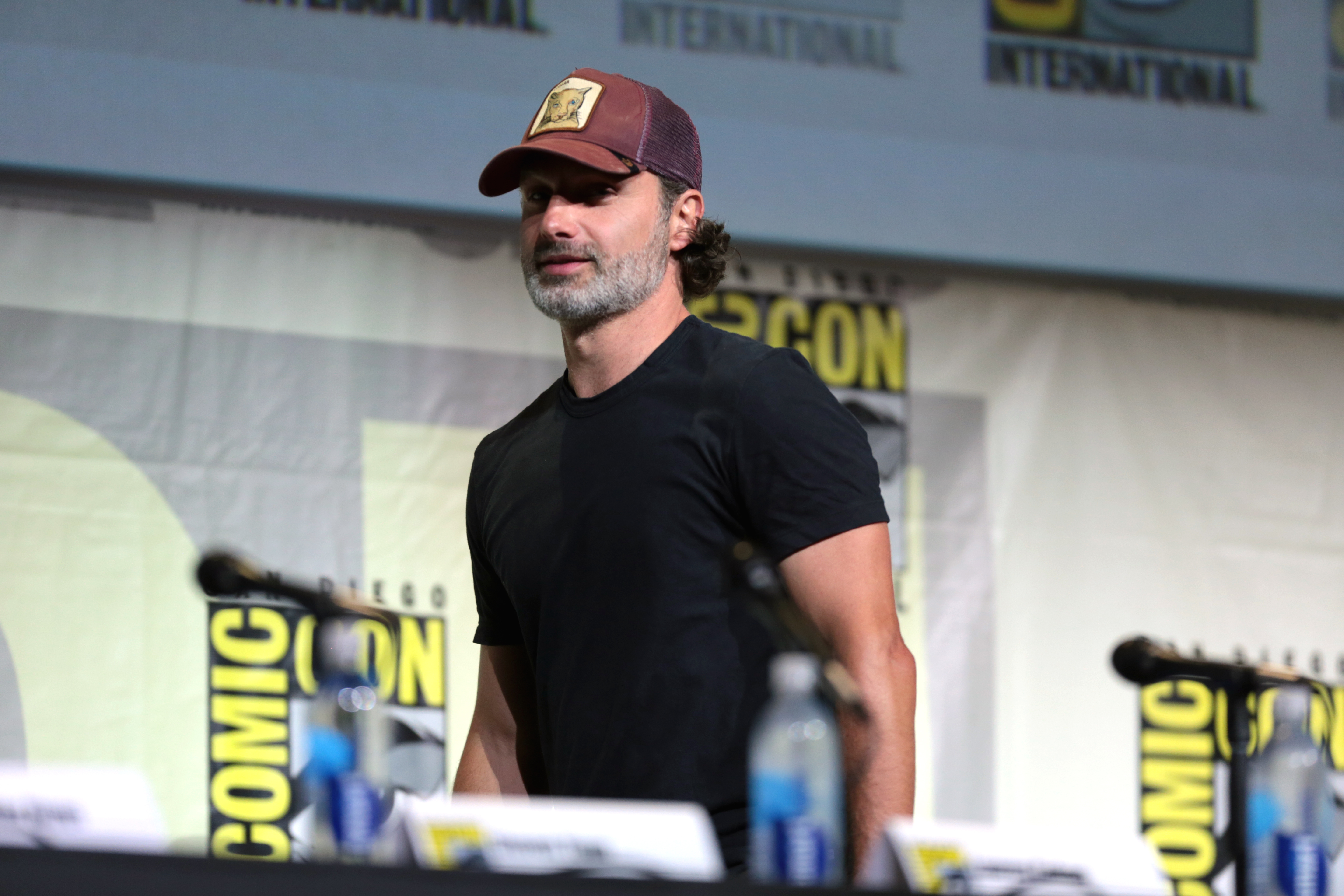
اندرو لینکلن در کامیک-کان بین المللی سن دیگو، ۲۰۱۹

| سال             | نام                             | نقش              | توضیحات                          |
| --------------- | ------------------------------- | ---------------- | -------------------------------- |
| ۱۹۹۴            | الاغ مرده را رها کن             | تری              | قسمت: "تولد و مرگ"               |
| ۱۹۹۵            | N7                              | اندی             |                                  |
| ۱۹۹۶            | در اینجا                        | کَپی              | ۲ قسمت                           |
| ۱۹۹۶            | برامول                          | مارتین فردریک    | قسمت: "بازگشت خیانتکار"          |
| ۱۹۹۷            | این زندگی                       | ادگار "اِگ" کوک   | ۳۲ قسمت                          |
| ۱۹۹۷            | زن سفیدپوش                      | والتر هارتایت    | ۲ قسمت                           |
| ۲۰۰۰            | بمب‌افکن                         | کاپیتان ویلی برن |                                  |
| ۲۰۰۰            | تشبیه در سنگ                    | ریچارد کیرشمن    |                                  |
| ۲۰۰۱–۲۰۰۳       | معلمان                          | سیمون کیسی       | ۲۰ قسمت، همچنین کارگردانی ۲ قسمت |
| ۲۰۰۳            | وضعیت ذهنی                      | جولیان لاتیمر    | ۳ قسمت                           |
| ۲۰۰۳            | داستان های کانتربری             | آلن کینگ         | قسمت: "داستان مرد قانون"         |
| ۲۰۰۴            | با من دراز بکش                  | دی ویل تاملینسون | ۲ قسمت                           |
| ۲۰۰۴            | بچه کی؟                         | بری فلینت        |                                  |
| ۲۰۰۵–۲۰۰۶       | پس از مرگ                       | پل رابرت         | ۱۴ قسمت                          |
| ۲۰۰۹            | ارتفاعات بادگیر                 | ادگار لینتون     | ۲ قسمت                           |
| ۲۰۰۹            | چیزهایی که به تو نگفته‌ام        | دی‌سی ری          |                                  |
| ۲۰۰۹            | مهتاب                           | مایکل کالینز     |                                  |
| ۲۰۱۰            | حمله متقابل                     | هیو کالیسون      | ۶ قسمت                           |
| ۲۰۱۰–۲۰۱۸، ۲۰۲۲ | مردگان متحرک                    | ریک گرایمز       | ۱۲۵ قسمت                         |
| ۲۰۱۷            | روز قرمز بینی در واقع           | مارک             |                                  |
| ۲۰۲۲            | قفسه عجایب                      | ادگار بردلی      | قسمت: "زمزمه"                    |
| ۲۰۲۴            | مردگان متحرک: آن‌هایی که زنده‌اند | ریک گرایمز       | ۶ قسمت                           |
| ۲۰۲۵            | اب سرد                          | ...              | ۶ قسمت                           |

## جوایز و نامزدی‌ها
| سال  | جایزه                             | رده                                          | نتیجه    | اثر نامزد شده | Ref.  |
| ---- | --------------------------------- | -------------------------------------------- | -------- | ------------- | ----- |
| ۲۰۰۴ | جوایز تلویزیونی بفتا              | بهترین کارگردان جدید (داستانی)               | نامزدشده | معلمان        |       |
| ۲۰۰۴ | جایزه انجمن منتقدان فیلم فونیکس   | بهترین بازیگری گروه                          | نامزدشده | در واقع عشق   |       |
| ۲۰۰۴ | جوایز امپایر                      | بهترین تازه وارد                             | نامزدشده | در واقع عشق   |       |
| ۲۰۰۷ | جوایز پوره طلایی                  | بازیگر برجسته–سریال درام                     | برنده    | پس از مرگ     |       |
| ۲۰۱۰ | جایزه فیلم تابستانی آی‌ان‌جی        | بهترین قهرمان تلویزیونی                      | برنده    | مردگان متحرک  |       |
| ۲۰۱۱ | جوایز ساترن                       | بهترین بازیگر مرد تلویزیون                   | نامزدشده | مردگان متحرک  |       |
| ۲۰۱۱ | جایزه اسکریم                      | بهترین بازیگر ترسناک                         | نامزدشده | مردگان متحرک  |       |
| ۲۰۱۲ | جایزه ستلایت                      | بهترین گروه–تلویزیون (جایزه دستاورد ویژه)    | برنده    | مردگان متحرک  |       |
| ۲۰۱۳ | جوایز ساترن                       | بهترین بازیگر مرد تلویزیون                   | نامزدشده | مردگان متحرک  |       |
| ۲۰۱۳ | جایزه تلویزیونی به انتخاب منتقدان | بهترین بازیگر مرد در سریال درام              | نامزدشده | مردگان متحرک  |       |
| ۲۰۱۳ | جایزه تی‌وی گاید                   | بازیگر مورد علاقه                            | نامزدشده | مردگان متحرک  |       |
| ۲۰۱۴ | جوایز برگزیده مردم                | بازیگر مورد علاقه تلویزیون علمی تخیلی/فانتزی | نامزدشده | مردگان متحرک  |       |
| ۲۰۱۴ | جوایز برگزیده مردم                | ضد قهرمان تلویزیون مورد علاقه                | برنده    | مردگان متحرک  |       |
| ۲۰۱۵ | جوایز ساترن                       | بهترین بازیگر مرد تلویزیون                   | برنده    | مردگان متحرک  |       |
| ۲۰۱۵ | جوایز اره برقی فانگوریا           | بهترین بازیگر تلویزیون                       | نامزدشده | مردگان متحرک  |       |
| ۲۰۱۶ | جوایز ساترن                       | بهترین بازیگر مرد تلویزیون                   | نامزدشده | مردگان متحرک  |       |
| ۲۰۱۶ | جوایز برگزیده نوجوانان            | انتخاب بازیگر تلویزیون: فانتزی/علمی تخیلی    | نامزدشده | مردگان متحرک  |       |
| ۲۰۱۷ | جوایز برگزیده مردم                | بازیگر مورد علاقه تلویزیون علمی تخیلی/فانتزی | نامزدشده | مردگان متحرک  |       |
| ۲۰۱۷ | جوایز ساترن                       | بهترین بازیگر مرد تلویزیون                   | برنده    | مردگان متحرک  | [ ۳ ] |
| ۲۰۱۸ | جوایز ساترن                       | بهترین بازیگر مرد تلویزیون                   | نامزدشده | مردگان متحرک  | [ ۴ ] |
| ۲۰۱۸ | جوایز برگزیده مردم                | بهترین بازیگر مرد تلویزیون                   | نامزدشده | مردگان متحرک  |       |
| ۲۰۱۹ | جوایز ساترن                       | بهترین بازیگر مرد تلویزیون                   | نامزدشده | مردگان متحرک  | [ ۵ ] |